# حسن حسن
حسن حسن نویسنده و روزنامه‌نگار سوری و یکی از نویسندگان کتاب پرفروش داعش: گزارشی از درون ارتش وحشت است. منتقدان گوناگون آثار او درباره گروه‌های اسلام‌گرا در خاور میانه را ستوده‌اند. او در برخی برنامه‌های تلویزیونی سی‌ان‌ان به تحلیل مسائل سیاسی می‌پردازد و مطالب او از جمله در نشریات نیویورک‌تایمز، فارن پالیسی، گاردین و فارن افرز منتشر شده‌است.